# Derovatellus decellei
Derovatellus decellei är en skalbaggsart som beskrevs av Olof Biström 1979. Derovatellus decellei ingår i släktet Derovatellus och familjen dykare. Inga underarter finns listade i Catalogue of Life.